# Nightrain
„Nightrain“ je rocková píseň od skupiny Guns N' Roses. Je třetí skladbou na jejich debutovém albu Appetite for Destruction z roku 1987.
Píseň odkazuje na proslulou levnou značku vína Night Train Expres. Tento nápoj byl díky své nízké ceně a vysokému obsahu alkoholu mezi členy kapely zejména v jejích začátcích velmi populární. Když Duff McKagan popisoval začátky kariéry Guns N' Roses prohlásil:
Neměli jsme vůbec žádný peníze a každej cenťák jsme věnovali návštěvě prodejny s lihovinami. Tam náhodou prodávali to skvělý víno Nightrain, který tě za dolar zruší. Stačilo nám pět dolarů, to bylo naše živobytí.
Píseň získala osmé místo v žebříčku „nejlepších deseti pijáckých písní všech dob“ časopisu Guitar World.

## Kompozice
Hlavní riff napsali Slash a Izzy Stradlin, když ve volných chvílích seděli ve zkušebně na podlaze a zkoušeli na své kytary přehrávat různé melodie. Další den byl Slash nemocný a tak Izzy hudební podklad dokončil s Duffem McKaganem. Neměl k němu žádný text a tak píseň zůstala rozpracovaná. Když poté jednou kapela vyrazila na noční tah po Palm Avenue s krabicí Nightrain, Slash znenadání vykřikl „I’m on a Nightrain!“. Zbytek kapely se k němu postupně přidal a Axl Rose postupně improvizovaně vkládal mezi jednotlivá zvolání jako „Bottoms Up!“ nebo „Fill my cup“. Den poté text dotvořil a nová píseň byla na světě.

## Uvedení na koncertech
„Nightrain“ je často hrána skupinou při živých koncertech. Dříve se objevovala spíše ze začátku, v první polovině vystoupení, mimo jiné protože bývalý první kytarista Guns N' Roses Slash si jí velmi oblíbil a velmi rád jí na živo hrál. Na poslední turné k desce Chinese Democracy je hrána vždy ve druhé polovině, často jako přídavek. Když se v roce 2006 ke skupině připojil na pár vystoupení i její bývalý kytarista a spoluautor písně Izzy Stradlin, zahrál si mezi jinými skladbami také právě Nightrain.